# ジオヴァンニ・シウヴァ・ジ・オリヴェイラ
ジオヴァンニことジオヴァンニ・シウヴァ・ジ・オリヴェイラ（Giovanni Silva de Oliveira, 1972年2月4日 - ）は、ブラジル連邦共和国パラー州出身の元サッカー選手。現役時代のポジションは攻撃的MF、またはFW。サントス時代はFW、バルセロナでは攻撃的MFとしてプレーした。

## 経歴
ブラジルのサントスFCで活躍後ヨーロッパへ渡り、FCバルセロナ、オリンピアコスFCで活躍した。ブラジル代表には1995年から4年間選出され、1998年のFIFAワールドカップ・フランス大会準優勝のメンバーにも名を連ねている。

## 所属クラブ
- 1990-1991  ターサ・ルス
- 1991-1992  トゥナ・ルーゾ・ブラジレイラ
- 1993  クルーベ・ド・レモ
- 1994  パイサンドゥSC
- 1994  GEサンカルレンセ
- 1994-1996  サントスFC
- 1996-1999  FCバルセロナ
- 1999-2005  オリンピアコスFC
- 2005-2006  サントスFC
- 2006  アル・ヒラル
- 2006-2007  エスニコス・ピレウスFC (Ethnikos Piraeus F.C.)
- 2007-2008  スポルチ・レシフェ
- 2008-2009 モジミリンEC
- 2010  サントスFC

## 代表歴

### 出場大会
- ブラジル代表
  - 1998 FIFAワールドカップ

### 試合数
- 国際Aマッチ 18試合 6得点（1995年-1999年）[2]

| ブラジル代表 | 国際Aマッチ | 国際Aマッチ |
| 年           | 出場        | 得点        |
| ------------ | ----------- | ----------- |
| 1995         | 6           | 0           |
| 1996         | 4           | 2           |
| 1997         | 3           | 2           |
| 1998         | 2           | 1           |
| 1999         | 3           | 1           |
| 通算         | 18          | 6           |

## 個人タイトル
- ボーラ・ジ・オーロ: 1995
- ギリシャリーグ最優秀外国人賞: 2000
- ギリシャ・スーパーリーグ得点王: 2004